# Chris Potter (saxophoniste)
Pour les articles homonymes, voir Chris Potter et Potter.
Chris Potter est un saxophoniste, clarinettiste, compositeur de jazz américain, né le 1er janvier 1971 à Chicago, Illinois.

## Biographie
Chris Potter a passé la majorité de son enfance à Columbia (Caroline du Sud), où sa mère enseignait la psychologie à l'Université de Caroline du Sud. Il montre très tôt un fort intérêt pour la musique, et devient un enfant prodige, maîtrisant la guitare, le piano, la batterie, pour se tourner définitivement vers le saxophone.
Chris Potter joue en tant que musicien professionnel dès ses 13 ans, et acquiert rapidement une notoriété locale. Il étudie à la New School puis à la Manhattan School of Music, à New York. Il commence à se faire connaître en clubs aux côtés du trompettiste Red Rodney

## Parcours musical
Chris Potter a réalisé un grand nombre d'albums en tant que leader et encore plus en tant que sideman, jouant avec des musiciens comme Kenny Werner, Red Rodney, Marian McPartland, le Mingus Big Band, Paul Motian, Ray Brown, Jim Hall, James Moody, Dave Douglas, Joe Lovano, Mike Mainieri, Steve Swallow, Steely Dan, Dave Holland, Joanne Brackeen ou encore Herbie Hancock. Les musiciens de ses groupes incluent des personnalités comme Wayne Krantz, Kevin Hays, Craig Taborn, Bill Stewart, Brian Blade, Scott Colley.
Son album de 1998 Vertigo a été classé comme l'un des dix meilleurs albums de jazz de l'année 1999 par le magazine Jazziz et le New York Times. Il a été nommé aux Grammy Awards pour le meilleur solo de jazz, pour son travail avec Joanne Brackeen sur son album Pink Elephant Magic.
Bien qu'il ait beaucoup tourné avec tous les ensembles de Dave Holland, Chris Potter n'a cessé de parcourir le monde avec ses propres groupes depuis la sortie de l'album Gratitude en 2001.
En 2000, il a gagné le Prix Jazzpar, prestigieux prix danois. Il avait déjà joué lors du concours du Jazzpar en tant que sideman avec Jim Hall en 1998.
Il a joué beaucoup d'alto au début de sa discographie mais se concentre désormais sur le ténor et le soprano.

## Instruments
Chris Potter joue depuis 2009 sur un saxophone ténor Selmer Mark VI verni de 1962 (90xxx), après avoir longtemps utilisé un Selmer Balanced Action argenté "32855" de 1945 qui a appartenu à Michael Brecker (et qui est en fait un des derniers Balanced Action). Il joue avec un bec Otto Link Vintage Florida 7x des années 1960, qui a été modifié, et des anches Rico Jazz Select 2 Hard. Parfois, il utilise également des anches François Louis 4 1/2.
Il possède d'autres instruments,. On l'a vu avec un Conn il y a quelques années, et il a joué sur un Mark VI 86xxx sur ses premiers albums. Il joue sur une vieille clarinette basse Selmer des années 1920 (accompagnée d'un bec Bundy qu'il a eu avec l'instrument), et possède un saxophone alto Selmer Mark VI avec un bec Selmer Soloist Vintage. Il joue sur un saxophone soprano Selmer Série III verni, avec un bec Selmer Soloist E Vintage, et des anches 3.

## Discographie

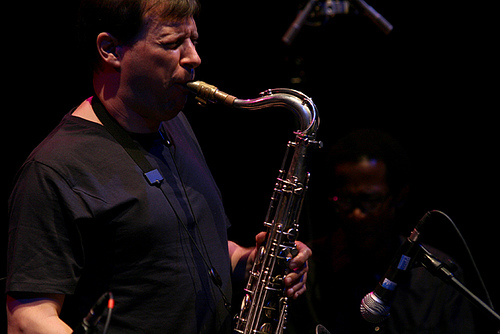
Chris Potter à Budapest, Mai 2008

### Comme leader
- Presenting Chris Potter (1994, Criss Cross Jazz) avec John Swana, Kevin Hays, Christian McBride, & Lewis Nash
- Concentric Circles (1994, Concord)
- Sundiata (1995, Criss Cross) avec Kevin Hays, Doug Weiss, & Al Foster
- Pure (1995, Concord)
- Moving In (1996, Concord) avec Brad Mehldau, Larry Grenadier, & Billy Hart
- Unspoken (1997, Concord) avec John Scofield, Dave Holland, & Jack DeJohnette
- Vertigo (1998, Concord) avec Kurt Rosenwinkel, Scott Colley, & Billy Drummond
- Gratitude (2001, Verve) avec Kevin Hays, Scott Colley, & Brian Blade
- Traveling Mercies (2002, Verve) avec John Scofield, Adam Rogers, Kevin Hays, Scott Colley, & Bill Stewart
- Lift: Live at the Village Vanguard (2004, Sunnyside) with Kevin Hays, Scott Colley & Bill Stewart
- Underground (2006, Sunnyside) avec Adam Rogers, Craig Taborn, Wayne Krantz, & Nate Smith
- Follow the Red Line: Live at the Village Vanguard (2007, Sunnyside) avec Adam Rogers, Craig Taborn, & Nate Smith
- Chris Potter 10: Song for Anyone" (2007)
- Ultrahang (2009, ArtistShare) avec Adam Rogers, Craig Taborn, & Nate Smith
- This Will Be (en) (2001, Storyville)
- Transatlantic (2011, Red Dot Music) avec The DR Big Band
- The Sirens (2013, ECM - enregistré en 2011)
- Imaginary Cities (2015, ECM)
- 2017 The Dreamer Is the Dream[7] (2017, ECM)
- 2019 Circuits[8] (2019, Edition)
- 2020 There is a Tide[9] (2020, Edition) enregistré seul durant le confinement
- 2021 Sunrise Reprise[10]

### Collaborations
Avec Dave Holland
- 2000 - Prime Directive - ECM
- 2001 - Not for Nothin' - ECM
- 2003 - Extended Play: Live at Birdland - ECM
- 2005 - Overtime - Dare2
- 2006 - Critical Mass - Dare2
- 2007 - Live at the 2007 Monterey Jazz Festival - Monterey Jazz Festival Records
- 2010 - Pathways - Dare2
- 2011 - Archive Series Volume I - Dare2

Avec Paul Motian
- 1994 - Reincarnation of a Love Bird - JMT
- 1996 - Flight of the Blue Jay - Winter & Winter
- 1997 - 2000 + One - Winter & Winter
- 1998 - Play Monk and Powell - Winter & Winter
- 2005 - On Broadway Vol. 4 or The Paradox of Continuity - Winter & Winter
- 2006 - Live at the Village Vanguard - Winter & Winter
- 2006 - Live at the Village Vanguard Vol. II - Winter & Winter
- 2006 - Live at the Village Vanguard Vol. III - Winter & Winter

Avec Pat Metheny
- 2012 - Unity Band - Nonesuch
- 2014 - Kin - Nonesuch

Avec Mike Stern
- 2012 - All Over The Place - Heads Up International

Avec Steve Swallow
- 2003 - Damaged In Transit - ECM/XtraWATT avec Adam Nussbaum